# Братья (предстоящий телесериал)
«Бра́тья» (англ. Brothers) — предстоящая американская телевизионная комедия. Главные роли в ней исполнят Мэттью Макконахи и Вуди Харрельсон. Его премьера состоится на стриминговой платформе Apple TV+.

## Сюжет
В комедийном сериале показана вымышленная версия жизни Мэттью Макконахи и Вуди Харрельсона. Их дружба проходит испытание, когда они решают жить все вместе со своими семьями на ранчо Макконахи в Техасе.

## В ролях
- Мэттью Макконахи в роли себя
- Вуди Харрельсон в роли себя
- Холланд Тейлор — Ма Мак
- Натали Мартинес — Валентина Макконахи
- Бриттани Исибаси[англ.] — Джой Харрельсон
- Уна Яффе
- Хайди Куан[англ.]
- Нолан Алмейда
- Элла Грейс Хелтон
- Ноа Карганилла

## Производство
В марте 2023 года стало известно, что компания Apple TV+ заказала производство комедийного телесериала с Мэттью Макконахи и Вуди Харрельсоном в главной роли. В феврале 2025 года к актёрскому составу сериала присоединились Холланд Тейлор, Бриттани Исибаси и Натали Мартинес. Джейсон Уинер был утверждён в качестве режиссёра. В марте 2025 года телесериал получил название «Братья» (англ. Brothers), к актёрскому составу присоединились Уна Яффе, Хайди Куан, Нолан Алмейда, Элла Грейс Хелтон и Ноа Карганилла — они сыграют детей Макконахи и Харрельсона.
Съёмки комедийного сериала начались к ноябрю 2024 года в Остине (Техас). В июне 2025 года стало известно, что после окончания съёмок восьми из десяти запланированных эпизодов шоураннер Дэвид Уэст Рид покинул проект из-за творческих разногласий по поводу окончания сериала. После утверждения нового шоураннера планируется снять оставшиеся два эпизода и сделать пересъёмки некоторых предыдущих эпизодов.